# Petrophile serruriae
Petrophile serruriae är en tvåhjärtbladig växtart som beskrevs av Robert Brown. Petrophile serruriae ingår i släktet Petrophile och familjen Proteaceae. Inga underarter finns listade i Catalogue of Life.